# 韓福
| 姓名         | 韓福     |
| 出身地       | -        |
| 職官         | 洛陽太守 |
| 陣営・所属等 | 曹操     |
| 家族・一族   | -        |

韓 福（かん ふく）は、中国の通俗歴史小説『三国志演義』に登場する架空の人物。
曹操配下の洛陽太守として、『演義』第27回に登場。東嶺関の守将孔秀が劉備の下に戻ろうとする関羽に斬られたと聞くと、部下を集めて善後策を協議する。部将孟坦の進言を容れ、孟坦が囮となっておびき寄せたところに、韓福が矢を射掛けることとする。
そして、関羽がやってくるとこの策を実行する。囮となった孟坦は関羽に呆気なく両断されてしまうが、門の陰に隠れていた韓福は、矢を放って関羽の左肘を射抜く。しかし、関羽はその傷をものともせずに韓福目がけて突進し、韓福は逃げる暇すらなく、頭から肩まで切り下げられて果てている。

## 注
1. ↑  洛陽は河南尹に属する1県でしかないため、「洛陽太守」という地位は実際には存在しない。郡太守級であれば河南尹、洛陽県の長であれば洛陽県令でなければならない。これは、同じく関羽の千里行で登場する「滎陽太守」王植についても、同様である。